# 巴特勒海灘 (佛羅里達州)
巴特勒海灘（英語：Butler Beach）是位於美國佛羅里達州聖約翰斯縣的一個人口普查指定地區。

## 地理
巴特勒海灘的座標為29°48′01″N 81°15′48″W / 29.80028°N 81.26333°W，而該地最高點為海拔高度1米（即3英尺）。

## 人口
根據2010年美國人口普查的數據，巴特勒海灘的面積為6.40平方千米，當中陸地面積為6.40平方千米，而水域面積為0.00平方千米。當地共有人口4436人，而人口密度為每平方千米693人。